# Aboncourt (Mosel·la)
Aboncourt (lorenès Aubonco) és un municipi francès del departament del Mosel·la, a la regió del Gran Est. El 2021 tenia 321 habitants.